# Беннинга, Марк
Марк Александер Беннинга (нидерл. Marc Alexander Benninga; род. 15 февраля 1961, Лейден, Южная Голландия) — нидерландский хоккеист на траве, полевой игрок. Бронзовый призёр летних Олимпийских игр 1988 года, чемпион мира 1990 года.

## Биография
Марк Беннинга родился 15 февраля 1961 года в нидерландском городе Лейден.
Играл в хоккей на траве за «Ден Хаг» и ХДМ из Гааги.
В 1988 году вошёл в состав сборной Нидерландов по хоккею на траве на летних Олимпийских играх в Сеуле и завоевал бронзовую медаль. Играл в поле, провёл 4 матча, мячей не забивал.
В 1990 году завоевал золотую медаль чемпионата мира в Лахоре.
В 1985—1990 годах провёл за сборную Нидерландов 53 матча, мячей не забивал.
Сделал международную карьеру как учёный-медик, специализирующийся на педиатрической гастроэнтерологии. Автор свыше 800 научных публикаций. Работает в Амстердамском университетском медицинском центре.

## Семья
Младшая сестра — Карина Беннинга (род. 1962), нидерландская хоккеистка на траве. Олимпийская чемпионка 1984 года, бронзовый призёр летних Олимпийских игр 1988 года.